# Modellhaus Crevette
Modellhaus Crevette ist eine gut zweistündige, österreichische Stummfilm-Komödie aus dem Jahre 1928 von Max Neufeld mit Dina Gralla, Igo Sym und Albert Paulig in den Hauptrollen. Die Geschichte basiert auf dem gleichnamigen Stück (1926) von Leo Walter Stein.

## Handlung
Das Modellhaus Crevette, eine feine Adresse für modeinteressierte Wiener Damen der Gesellschaft, lässt man wieder zwecks Vorführung der neuesten Edelpelze, ihre Mannequins im Trippelschritt über den Laufsteg stolzieren. Vorgeführt wird die neueste Kollektion aus Zobel, Nerz, Nutria und sogar Maulwurf. Es bleibt unbemerkt, dass während der Vorführung eine Frauenhand heimlich ein offensichtlich hochwichtiges Dokument in das Futter eines der Pelze schiebt. Es scheint: Hier wird die Ware des Modellhauses Crevette als Transportmittel für Geheimdokumente missbraucht!
Molly Morell, Tochter des Modehausinhabers, ist eine überschwänglich-muntere, generell gut gelaunte und zu allerlei Schabernack aufgelegte Frau. Eines Tages lernt sie im väterlichen Vorführsalon den ebenso gutaussehenden wie offensichtlich betuchten Gesandtschaftsattachés eines Phantasiestaates namens Karmenien kennen. Jonel Jonescu heißt er und entflammt sogleich das Herz Mollys. Der junge Mann hat aber zunächst keine Augen für sie, will seine Begleitung, eine sehr genussfreudige Geliebte, einen wertvollen Pelz erstehen. Der Zufall will es, dass der soeben erworbene und noch als verkäuflich geltende Pelz bereits von Gräfin Zoltanescu, der Gattin des abgesetzten, karmenischen Ex-Präsidenten, gekauft wurde. Ausgerechnet die abgelenkte Molly ist für das Durcheinander verantwortlich.
Das wahre Problem aber ist, dass nun der Pelz in den Flieger nach Karmenien verbracht werden soll, in ihm eingenäht die ominösen Dokumente zu Beginn der Geschichte. Und deren Inhalt hat es in sich: Denn die Papiere beinhalten nicht weniger als Aufmarschpläne der Konterrevolutionäre und Anhänger des gestürzten Ex-Präsident Zoltanescu. Nun erlebt der besagte Pelz eine lustspielypische, sonderbare Wanderschaft von Hand zu Hand. Gräfin Zoltanescu versucht händeringend, wieder in den Besitz des Mantels zu gelangen und sucht daher die Nähe ihres Ex-Geliebten, des Attachés, und seiner neuen Anbeterin Molly. Als sie glaubt, den richtigen Pelz in den Händen zu halten, wird sie düpiert, denn besagter Pelz ist längst woanders. Nach all dem von Molly angerichteten Chaos gewinnt diese schließlich doch noch das Herz ihres Diplomaten-Beaus.

## Produktionsnotizen
Die Dreharbeiten zu Modellhaus Crevette begannen am 28. März 1928 in den Wiener Schönbrunn-Ateliers. Der Film erlebte seine Wiener Premiere am 19. Oktober desselben Jahres. Der mit Jugendverbot belegte Sechsakter maß eine Länge von 2881 Meter. 
Die Filmbauten entwarfen Hans Ledersteger und Franz Meschkan.

## Kritiken
Die linke Arbeiter-Zeitung fand durchaus lobende Worte für den Film: „Die Drehbuchverfasser … haben zu der schwachen Handlung des Stückes eine sehr geschickte diplomatische Intrige dazugedichtet und neben ein paar schwächeren Szenen … eine Reihe sehr hübscher und wirksamer Spielszenen geschrieben, die Max Neufeld auch gut zu nützen verstand. Die Schauspielerführung Neufelds ist ungleich; aus Dina Gralla hat er in diesem Film alles herausgeholt, was sie als Filmschauspielerin zu geben vermag; Carla Bartheel und Albert Paulig hingegen ließ er alle groben Uebertreibungen hemmungslos ausspielen. Hans Theyers exakte photographische Arbeit und Lederstegers Ausstattung tragen viel zu dem gefälligen Eindruck bei, den der Film macht.“.
In der Neuen Freien Presse heißt es: „Dina Gralla ist … nicht schön, aber temperamentvoll und resolut, darum gelingt ihr auch manch komische Verlegenheitsszene. Igo Sym macht gute Figur, Lya Christy lächelt mit schönen Szenen ihr intrigantes Salonschlangenlächeln.“.
In einer neueren Betrachtung heißt es: „Unter Neufelds vielen schönen Versuchen in lustvoller Fabelverweigerung sicherlich einer der tollsten. Natürlich gibt es so etwas wie eine Handlung, die ist auch wahnsinnig verwickelt: Es geht um geheime Staatspapiere, Putschversuche, vertauschte Pelzmäntel und Identitäten, etc. – halt die volle Plotpackung –, aber eigentlich hat man die ganze Zeit das freudige Gefühl, dass all diese Stränge eigentlich Ariadnefädchen sind, allein dazu da, damit alle Beteiligten machen dürfen, was sie wollen, sich dabei auch verlieren können, und wenn schließlich doch so etwas wie Ordnung gebraucht wird, und sei es auch nur, damit der Film am Ende auch zu einem Schluss kommt, dann schnappt man sich den Handlungshauptfaden, und alles wird schon gut. Worum geht es also wirklich? Um wohlproportioniert ornamentale Bilder von teuren Studiobauten, in denen sich wohlgestalte Damen in feinster Garderobe bewegen, und um Schauspieler, die sich an ihrer raren Spielfreiheit erfreuen, weshalb auch manchmal mit ihnen der Gaul durchgeht.“